# Tympanota papuana
Tympanota papuana är en fjärilsart som beskrevs av Louis Beethoven Prout 1958. Tympanota papuana ingår i släktet Tympanota och familjen mätare. Inga underarter finns listade i Catalogue of Life.